# 前所乡 (盐源县)
前所乡，是中华人民共和国四川省凉山彝族自治州盐源县曾经下辖的一个乡。2020年6月，撤销前所乡，将原前所乡所属行政区域划归泸沽湖镇管辖。

## 行政区划
前所乡撤销前下辖以下地区：
上村、中村、逗乐河村和龙洼村。